# Симфонія № 6 (Дворжак)
Симфонія № 6 op. 60, ре мажор — симфонія Антоніна Дворжака, написана 1880 року. Присвячена Гансу Ріхтеру, на той час — головному диригенту Віденського оркестру. Вперше прозвучала у Празі в 1881 році.
Складається з чотирьох частин:
1. Allegro non tanto
2. Adagio
3. Scherzo (Furiant), Presto
4. Finale, Allegro con spirito